# Championnat de France de basket-ball 1963-1964
Navigation
Saison précédente Saison suivante

La saison 1963-1964 du championnat de France de Basket-Ball de Première Division est la 42e édition du championnat de France de basket-ball. À partir de cette année, la division Nationale est renommée Première Division et la Division Excellence est elle renommée Deuxième Division. Autre nouveauté, 12 équipes prennent part à ce nouveau championnat dans une poule unique

## Présentation
La saison se déroule du 19 octobre 1963 au 7 mai 1964. Il n'y a pas de playoffs, le champion de France sera le premier du classement général au terme de la saison.
Hasard du calendrier, la dernière journée voit les deux équipes de tête s'affronter pour le titre. L'ASVEL l'emporte sur Bagnolet par 60 à 54 et s'adjuge un 7e titre, 7 ans après le dernier.
L'entraîneur-joueur de Lyon, Frank Jackson, est le meilleur marqueur du championnat avec 464 points (21,0 pts de moyenne), c'est le premier Américain à décrocher ce titre officieux.
À noter que le Nantais Michel Le Ray est souvent donné meilleur marqueur à la moyenne (il possède le 4e meilleur total avec 383 points soit 21,2), mais le classement est alors établi au total de points. Le premier français est le Manceau Christian Baltzer avec 432 points (19,6 de moyenne) qui termine deuxième du classement général. Jean-Paul Beugnot présente une moyenne de 26,1 points  avant sa blessure qui l'oblige à arrêter sa saison au bout de 8 matchs (209 points).

## Clubs participants
- Olympique d'Antibes Juan-les-Pins

- Club Sporting Municipal d’Auboué

- Alsace de Bagnolet

- Caen Basket Club

- Etoile de Charleville

- Sporting Club Moderne du Mans

- Stade Auto Lyonnais

- Association Sportive Montferrandaise

- Atlantic Basket Club de Nantes

- Paris université club

- Groupe Sportif de la Chorale Mulsan de Roanne

- Association Sportive Stéphanoise

- Association Sportive de Villeurbanne Eveil Lyonnais

## Classement final de la saison régulière
La victoire rapporte 3 points, le match nul 2 points, la défaite 1 point. En cas d'égalité, les clubs sont départagés au point-average particulier 